# Duda Ramos
Duda Brito Ramos (Benjamin Constant, 19 de Maio de 1974), é um empresário e político brasileiro, filiado ao MDB, eleito para o cargo de Deputado Federal por Roraima.

## Biografia
Duda começou sua carreira política em 2010, aonde se candidatou à deputado estadual pelo estado do Amazonas, aonde não conseguiu se eleger, atingindo 4.492 de votos (0,32%).
Se candidatou novamente em 2012, desta vez à vereador de Manaus, desta vez pelo PSDB, aonde novamente não conseguiu se eleger, atingindo 3.757 de votos (0,43%).
Em 2022, se candidatou à deputado federal, desta vez pelo estado de Roraima, aonde contou com o apoio da sua esposa, a ex-deputada: Shéridan Oliveira (PSDB), foi eleito com a votação de 14.793 votos.